# ولنتونا
شهر ولنتونا (به سوئدی: Vallentuna) در ناحیه شهری ولنتونا در کشور سوئد واقع شده‌است. جمعیت این شهر ۱۹۵۲٫۹۱  نفر است.